# 超人学園
『超人学園〜混沌魍魎青春事変〜』（ちょうじんがくえん〜こんとんもうりょうせいしゅんじへん〜）は、石沢庸介による日本の漫画作品。『別冊少年マガジン』（講談社）2009年10月号（創刊号）から2013年1月号まで連載された。

## あらすじ
様々な珍事を引き寄せてしまう≪超・主人公体質≫を持つ神冗徒無（シンジョウ アダム）は、超・高悪圧思念魔人類＝≪悪魔≫であるオスカと出会い、超人たちが笑って暮らせる世界一楽しい学校、「超人学園」を作ることを決意する。しかし、彼ら「超人学園」の前には、超人の存在を善しとしない「世界最強委員会」が立ちはだかる。
元・<<超調教済み>>警察犬ハチ、<<二丁剣銃士>>の殺し屋の山田太郎(ヤマダ タロウ)、<<超・不幸体質>>を持つ豚野沙愛(ブタノ サエ)
などを順に生徒に迎え、「世界最強委員会」や「魔界」などとの戦いに巻き込まれる中で、様々な生き物たちの心を惹きつけていくアダムとその仲間たちの活躍を描く。

## 登場人物

### 超人学園
神冗徒無（シンジョウ アダム）
新人類の末裔。イブの兄弟。明皇の子。
世の中の妙ちきりんな出来事を引き寄せる≪超・主人公体質≫を持つ。その体質のせいで多くの大事件をも引き寄せてしまうため、暗黙の指名手配にかけられている。超人学園校長。
体質のせいで周囲に疎まれ、死に場所を探して旅暮らしをしていた先でオスカと出会い、その言葉を切っ掛けに超人学園の設立を決意。以後、人が変わったように明るく、楽天家な性格になった。その明るさと深い情愛は、数多くの超人に影響を与え、希望を与え続けている。
複雑な生い立ちを持つが非常に前向きで、仲間へのサプライズなら1週間寝ないで準備するなど、馬鹿がつくほどのお人好しである。超人であれば何者であろうと、積極的に仲間にしようと試みる。それどころか、戦闘中の敵でさえ「未来の仲間」とみなしてしまうこともある。形から入る主義のようで、人間社会の学校の様なことはあまりしない割に、学校っぽい演出にこだわる。太郎曰く、「変なところ細かい」が、「大事なところ荒い」。家族にも恵まれなかったらしく、魔界編では彼なりの憧れや理想が垣間見える。
始まりの木の中で今まで闇が自分を守っていたことに気付き、闇に力を貸してもらい、闇を操れるようになった。しかし、目を閉じると闇に体をのっとられてしまうため、ずっと目を開いてないといけないのが難点。
始まりの木に握り殺されるが、ひょんのすけの肉をオスカに口移しで食べさせて貰って生き返る。
オスカ・L・デューク
≪超・高悪圧思念魔人類≫、通称≪悪魔≫。超人学園出席番号1番。
様々な思念や感情をそれぞれに対応した物理的エネルギーに変換して放出ことができる。アダムに出会うまでは、人間が恐れてしまうために、屋敷に籠って暮らしていた。見た目は少女のような外見だが、何百年も生きているらしい。正確な年数は不明。
テンションによって3段階に変化する「魔眼」と呼ばれる特殊な目を持ち、普段は2段階目の状態を維持しているが、テンションが上がると3段階目になり≪悪魔≫としての能力を発揮する。力を使いすぎたり、テンションが下がったりすると1段階目まで退行し、普通の人間よりも弱くなってしまう。
≪世界最強の生物≫である魔皇ルシフルの娘であり、魔界ではお姫様。本名はオスカ・L(ルシフル)・プリンセス。家族らしい愛情を全く見せなかった父親のルシフルを嫌う一方、複雑な思いを抱いている。地上に憧れ、兄であるレクサスと大喧嘩の末家出した過去を持つ。自分を受け入れてくれたアダムに好意を寄せていて、破天荒なアプローチを向けることも。
父ルシフルとの戦いのさなか、様々な感情が湧きあがったことにより、「混沌」の思念に達し、魔眼第四段階に開眼。刃物を模した超硬質の髪と絶大な威力の思念魔砲を発した。
ハチ
≪超調教済み警察犬（元）≫。警察本部で超調教を受けていたが、戦うことに疑問を感じて脱走した。超人学園出席番号2番。
警察では感覚器を鍛えられ、感覚を徐々に開放し相手の動きを読み切る「6段階探知能力」を持つ。元は茶芝であったが、超調教の過程で猛毒を「毒味」させられたことが原因で体毛が真っ白になってしまった。
素直な性格で、嘘をついたり、隠し事をすることが苦手。口癖は「バレタ」。人語が話せるために、犬からも人間からも好かれず、常に逃げ隠れる生活を送っていたがアダムらと出会い、超人学園の一員となる。
山田太郎（やまだ たろう）
最強の銃士を父に、最強の剣士を母に持つ最強の≪2丁刀剣銃士≫。「地味」がコンプレックス。名前も地味なので中々覚えてもらえないとのこと。
かつては神冗徒無の暗殺を依頼された殺し屋であったが、アダムやハチとの出会いを経て、自らの「魂」に気付き、超人学園に加わることに。その時ハチにもらったお守りの腕輪を、大切に身に着けている。
当初は暗殺者らしく冷酷な性格だったが、根は素直。背中には世界最強委員会に所属していた頃、訓練でつけられた無数の傷がある。極度の綺麗好きで家事万能。神経質なところがあり、超人学園の校舎のリフォームのほとんどを手掛けてしまうほどである。
豚野沙愛（ぶたの さえ）
あらゆる不幸を招いてしまう≪超・不幸体質少女≫。巨乳の薄幸少女。本名は豚野サエであるが、聞き手が彼女の不幸体質のせいで、豚の餌と聞き間違えてしまうため改名した。
両親、祖父母、兄姉を自らが引き寄せた火事で喪い、住んでいた町を追われて旅暮らしをしていた。「世界最強委員会」からは、≪家無き子≫と呼ばれ、アダムとの接触を防ぐために命を狙われる。大量破壊生物オーパーツに取りつかれるものの、アダムらの決死の呼びかけで自分を取り戻し、超人学園に加わることになる。
おなかが突然冷えてオシッコが近くなるときは、良くない事が起きる大凶の日になる事が多い。
金色のゼファー
≪オーパーツ≫。≪大量破壊生物≫、≪超時代錯誤遺生物（ロストテクノロジー）≫とも呼ばれる。二本の角が生えた黄金のドクロのような形をしている。
委員長によると、楽園と呼ばれた地で一本の木を守っていた、世界最強委員会に「カカシ」と呼ばれるものの一つ。本人は長らく眠っていた所為で記憶を失っており、名前以外何も思い出せないとのこと。爆発する剣を地面から生やし、人の「負のオーラ」をエネルギーにし戦う。
目覚めと同時にサエの意識を乗っ取って暴走。圧倒的な破壊力で超人学園、世界最強委員会の両方を追い詰めるも、アダム達の呼びかけによりサエが自分を取り戻したため劣勢に陥り敗北する。以後、記憶がないため居場所がない、サエの（不幸による）負のオーラを食べてくれるという理由で超人学園に入学。根は天然ボケで、肝心な所で「ガッカリ」といわれることが多い。また憑代であったサエとウマが合うこともある。
その正体は《悪魔》が造った感情のコントロールをするために特定の感情を喰らう感情抑制装置であったが、自我を持ったために失敗作として廃棄されたことが後に明かされた。
始まりの木の前に行った際意識をなくすが、その後の始まりの木との戦いで絶望的な状況に陥った際記憶と共に復活した。

### 世界最強委員会
委員長
新人類。アダムの兄弟。明皇の子。
「世界最強委員会」の最高取締り。頭に王冠を載せた、王様のような外見。
「力はありすぎるだけで罪」と主張し、人以上の力を持つ化け物を理不尽かつ冷酷に駆逐、支配する。極めて我がままで冷笑的な性格。しかしごく普通のファミレスの味に感動するなど、子供っぽい一面も。近い将来（本人は「来るべき日」と表現）に、何らかの計画があるようだが、詳細は不明。
その正体は、≪超ヒロイン体質≫を持った少女。本名はイヴ。普段は体質を抑制するために奇抜なメイクをしている。委員長の魅力は体質があるから。委員長の地位は体質があるから。一度も「自分自身」を愛して貰ったことがないと思っている。故に性も心も己の全てを捨てさって、この世の全てを受け入れる覚悟を決めた。
妖怪軍団襲撃以降は、委員たちを単なる手駒としてでなく、大切な仲間として接し、委員会のルールを改正。委員会につれて来られてきたころからの付き合いであるヒガンには、特別な思いがあるようである。
明皇
本名、不動明介。<<不動明皇>>。委員会で一番強い。
アダムとイブの父親。新人類。始まりの樹から生まれた。闇と光はオスカ達の母親に貰ったらしい。
世界最強委員会の初代委員長であり、歴代最強の委員長と名高い人物だが、謎が多い。
始まりの木を発見し、それを守護していたオーパーツを破壊し、魔界にて魔皇と「明けの平和条約」を締結した。
ボクノートによると、現在は隠居して、不動産屋のマスターをしている。
8巻まで未登場。その功績とシルエットのみが明らかになっていた。
アダムとオスカが超人学園の校舎になる物件を探して訪ねた不動産屋の店主。渋い風貌のためか、アダムは喫茶店のマスターと勘違いしており、勝手にアダムの相談相手にされ、辟易している模様。
なお、ちょっとした場面やオマケの4コマ漫画などで必ず登場し、単行本連続出演記録（4巻連続）を更新している。
ソメイ･ヨシノ
≪世界最強のサイボーグ≫。
服のファスナーにスピーカーが付けられており、そのスピーカーを通じて委員長が彼女の代わりに言葉を発している。委員長の命令がない限り、呼吸と瞬きしかしない。自我を捨てていると言われているが、超人学園との関わりの中で、少し自分の意思を見せるようになる。その後、花子やウルルの説得により、超人学園に入学する。
大喰らいで際限なく喰い、喰っただけ太る。時には食べ物以外の物も喰って体が肥大することも。ただし、わりとすぐ戻る。
機械仕掛けの両手と両目、そして温かい心をくれた委員長とアダムを「私のすべて」として、心より慕っている。またアダムに密かな恋心を抱いている模様。
元々は同作者の読みきり「オハナ迷彩」の主人公だった。
ヒガン・ヴァナン
≪世界で2番目に強いサイボーグ≫。妻子持ち。
飄然としていて、「世界最強委員会」の中では比較的温和な性格。結婚記念日にもかかわらず、家なき子探しに駆り出されて家に帰れなかったために、妻から離婚を言い渡されてしまい、自暴自棄となる。その他にも、委員長の無理な命令に従わされる、理不尽に髪の毛をむしり取られるなど、苦労が絶えない。
体内に数年前から爆弾をメンテナンス時に元妻に仕込まれており、委員長を守るために『始まりの樹』を道連れに爆発したが実は爆発しておらず、実際は爆弾は仕込まれていなかった。
元々は同作者の読みきり「オハナ迷彩」の登場人物だった。
龍光寺カナコ
<<世界最高の知的生命体>>と<<日本最高の権力者>>の2冠。
総理大臣。支持率85％。サイボーグを作った。
ヒガン・ヴァナンの元嫁。結婚する時にはただの委員だった。
イブが来るまで、次期世界最強委員会の委員長になる予定だった。イブと仲が悪い。
委員長が裏の世界の秩序を守る番人であるのに対してこちらは表の人間界の秩序を守る番人である。
テレビのリモコンで拳銃やロボットのようなモノを作れる。
イチ
≪世界最強の猫≫及び≪世界で5番目に強い剣士≫。ハチと同じく≪超機密・動物部隊≫所属の超調教済み警察猫。
鞘に取り込んだ空気を刃にして撃ち出す、陸芸･居合を使う。かつてはハチの教育係だったこともあり、今ひとつ非情になりきれていないようで、ハチと太郎の様子から昔を思い出し辛い表情を見せたり、ヨシノの優しさを思いつつ感情を抑えたりしている。その一方で、委員長に徹底的な恐怖を刷り込まれているようで、「命令は絶対」としている。また、ハチと会話するときは大抵ツンデレになる。
ボクノート
≪撲殺牧師≫と呼ばれる。≪世界最強のエクソシスト≫及び≪世界最強のカウンターパンチャー≫の2冠。
漫画、フィギュア、抱き枕などグッズを大量に持っているオタクでもある。シスターのキャラが好み。 片言の日本語で話す。
長年の研究により把握した思念魔人類の行動パターンから、的確にカウンターパンチを喰らわせる。悪魔の天敵とも言える存在。一度目の超人学園の駆逐において、対オスカ戦力として召集された。
≪世界最強委員会≫初代委員長、明皇の弟子であり、明皇への信頼は篤い。曰く、「私の全てを救ってくれた人」とのこと。
エクソシスターズ
三人組。対魔族専用払魔師部隊。ブランド品好き。
それぞれ両手剣、杓杖を模した十字槍、聖書に仕込んだ銀弾の二挺拳銃を武器にしている。
山田花子
太郎の実の母親で、≪世界最強の剣士≫。通称剣皇。
峰打ちでも鉄を両断できる恐るべき剣の腕前を持つ。過去1000件以上の殺しの任務で殺せなかった人間は一人しかいないという。
家事の一切を太郎に任せていたためか、生活は自堕落で、専らゴミだめの中でテレビゲームをしている。好きなゲームはロマサガ。
既婚者だがアダムに好意を寄せており、彼の前だと態度が変わる。その一方、夫とは基本的に不仲。
泣き虫ウルル
≪世界で11番目に強い魔法使い≫の少女。
上位ランカーであるボッターを倒そうと上位マントルに上がってきたが、返り討ちにされてしまう。しかし超人学園に助けられ一時的に行動を共にする。
肉弾のボッター
≪世界で10番目に強い魔法使い≫。
魔法使いだが、本の角や杖で殴るなど、物理的な攻撃をする。戦いを挑んできたウルルを返り討ちにするが、超人学園に止められた挙句、太郎に倒される。
ハヴ
<<世界最強の棋士>>。
将棋の駒を投げて戦うが、将棋は弱い。ハチに駒とベルトを取られ戦闘不能となった。
ゴンゾウ
<<世界最強の空手家>>。
世界最強の空手家なだけあって普通に強い。しかしオスカのパンチ一発で400メートル先まで吹っ飛ばされた。
コタロウ
<<世界最強のスリ師>>。
目にも止まらぬスリテクニックで女性の下着を盗み取る。現金は決して盗まないのがポリシー。ボクノートを尊敬している。戦いのどさくさに紛れてサエの胸を揉もうとしたが、ゼファーのフェイタルフェニックスで敗れる。
ランザッツ
<<世界最強の道化師>>。
他の世界最強委員会メンバーと共に超人学園を追いかける途中、面倒臭くなり乗っていた球型の爆弾で味方もろとも巻き込んだ。「黙れ!!!」と、委員長に怒られて以来お喋りを自重しているが、本当はいっぱい喋りたかった模様。
ヤダ
<<世界最強のフィギュアスケーター>>。
フィギュアの世界でトップに立った女。浮気した元彼にトリプルアクセルした事を切っ掛けに、暴力の世界でもトップに立とうとしている。
フランケン
<<世界最強の人造人間>>。
強靭な肉体、圧倒的巨体に三歳児の頭を持つ惜しい子。動くものについて行く習性がある。
ハルアキラ
<<世界最強の陰陽師>>。
「100人逝っても大成仏」を売り文句にしている陰陽師。肩にかけた数珠を武器にして戦うが霊感は無い。
シェンシェン
<<世界で2番目に強いキョンシー>>。
常時死んでいる不思議少女。死後硬直気味で柔軟性にかける。お師匠とキムチが好き。
ホンカン
<<世界で5番目に強いガンマン>>。
銃の乱射する元保安官。世界最強の銃士を目指すが、委員となって世界の広さを知る。
ヤオじぃ
<<世界最強の八百屋>>。
皆にはヤオじぃと呼ばれているが本名不明。人参を投げたり大根で叩いたり椎茸で受け流したりするらしいが、見た者はいない。
栃オトメ
<<世界最強の栃木県民>>。
フワリと現れてフワリといなくなる不思議な子。「あいつ何処行った？」「え？てゆーか、あいつ居たっけ？」などと言われる。
カンピョウで戦う。世界最強の茨城県民ナットウ子ちゃんをライバル視しているらしい。
デッド・リー
<<世界最強のキョンシー&世界最強の中国拳法>>二冠。通称屍帝。
遥か昔、病に倒れた伝説の武闘家。ゾンビだが色々感じ、野菜が好物。俊敏に動く。死なないが、札を剥がされると成仏する。
御札の柄は気持ちによって変わる模様。
アイス・メイデン
<<世界最強の拷問師&世界最低体温>>二冠。通称冷帝。
彼女の身も周りもとにかく寒い。絶好調の時は体温が-200℃まで下がる、歩く液体窒素である。故に夏になると人が寄ってくるが、冬になると迷惑そうにいなくなる。
身も心も寂しく冷たく拷問のような幼年期を過ごした彼女が、その超低体温体質を用いて拷問道をひた走るのは無理もないことだった。その年月が過ぎ、夏でもないのに、暑くもないのに、傍に寄って手を差し伸べてくれる人と出会い、生まれて初めての温もりを感じるようになった。
打蔵
<<世界最強のハンマー使い>>通称ピコハンの打蔵。
相手をピコピコ叩く。攻撃をかわしつつ、ピコリと叩く。ピコピコピコピコひたすら叩くと相手は戦意を喪失するかストレスで吐血するほどの威力を持ち、相手の心を粉砕する鎚を持つ。
ちなみに打蔵は下位委員会集団「打蔵プロデュース」のリーダーでもある。
2番
<<世界最強の顎&超調教済み警察ワニ>>通称チクタクの2番。
鋼さえ粉砕するほどの顎を持つワニ。しかし頭が悪く、間違って餌ではなく柱時計を食べてしまう。それ以降2番からはチクタクと音が漏れて、お昼時にはゴーンゴーンという音がする。「超調教」を受けていた頃、ハチやイチはその音でお昼を確認していた。
4番
<<超調教済み警察ウサギ&世界最強の鎌使い>>通称死神の鎌の4番。
鎌のような鋭利な耳を使い相手を刻む最強の鎌使いにしてウサギ。見た目と裏腹に容赦無しに相手を切り刻む。その死神のような姿を恐れ、当時ハチは4番に近づけなかった。
6番
<<超調教済み警察河童&世界最強の矛使い>>通称幻槍の6番。
妖怪。幼い頃傷付き行き倒れていた彼を世界最強委員会が拾い預かった過去を持つ。
クロヒツギ
<<世界最強の棺>>
全てが謎に包まれた棺桶人間。どんな力を持ち、中に何が入っているかも不明。時々棺からボロボロと、トイレットペーパーやスリッパなどを落とすのが目撃されていることから、棺の中に生活空間が広がっているのではないかという都市伝説が広がるほどの謎の中身を持つ。
キー・レイ
<<世界最強等ハッカー>>
かつて「マスター・キー」と呼ばれていた超A級女ハッカー。アナログな鍵穴から電子的なロックまで、彼女に開けられない金庫は無い。司令本部に勤め情報収集を主にし、ヒガンの愚痴を聞いたりもしている。
タローパパ
≪世界最強のガンマン≫
本名不明。
明皇についで委員会の中で2番目に強い。

### 妖怪
妖怪の体は殆ど筋肉で出来ていて、筋肉を自由自在に操ることができ、その姿を自由に変えることができる。故にバラバラになっても核さえ残っていれば生きていられる。また肉体を欠損しても他の部位の筋肉を用いることでその場での再生が可能。その個体が持つ筋肉の量はそれぞれ異なる。
妖皇 ぬらりひょんのすけ
世界最強委員会に現れた妖怪軍団の大将。<<世界最硬の生物>>及び<<世界で2番目に強い生物>>。獲得推定数47冠。
『超多量筋肉超圧縮硬化能力』により、物理攻撃、斬撃、炎撃、雷撃、冷撃といったあらゆる攻撃が効かない。人一人の戦闘力を100とした場合、8兆の戦闘力を持つと自称している。
「家族」である妖怪達をとても大事にしており、彼らからは「父」と慕われている。家族を危機に晒そうとする者には、強い怒りをあらわにする。
魔皇ルシフルとは本気でぶつかりあえる唯一無二のライバルであり。魔皇の回想では、明皇と共に魔界を訪れた若き日の彼がうかがえる。
アダムや委員長の力を手に入れるために、多くの妖怪達を率いて世界最強委員会に現れる。委員長の天賦テンプテーションすら通じず、委員会を壊滅の危機に追い込むも、突如覚醒したAdamを前にして撤退。その後、地上に降臨したルシフルと交戦。家族の思いを受けて善戦するも、思わぬ虚を突かれ反撃にあい、致命傷を負ってしまう。残されたルシフル、オスカ、家族たちに安らかに言葉を遺し絶命した。
肉体には強い回復効果があり、千切れた腕もすぐさま元通りになり、その肉を摂取したものも治癒が早まる。
一つ目小僧
小僧の愛称で呼ばれている妖怪達のマスコット兼太鼓持ち。力は弱く、頭も弱いが、ダメなりに色々頑張る憎めない奴。
目目連
目一つ一つに意思があり、それぞれ考えたり悩んだりする。ひょんのすけが寝たり饅頭を食べている時見張り役として配置しているが、「今日のご飯何食べよ…」や「ひょんのすけの頭でまた障子に穴あいた…」等、どうでもいいことを考えていて見張りをやっていない。
唐傘
筋肉量3,000。刀を用いて戦う妖怪。両足の筋力を片足に圧縮収納して素早い動きで翻弄する超脚力の持ち主で、妖怪軍団の主力である。
土蜘蛛
筋肉量800。その筋肉を8つの腕に100ずつ分割しているので一つ一つは結局普通の人間の筋力しかない中級妖怪。
輪入道
自らを焼いて火炎を引き出すなんとも自虐的な妖怪。彼自身も熱い。いつも熱さでイライラしているので近寄りがたい存在。雪女が好きでいつも付きまとっている。
雪女/濡れ女
氷を何トンも飲み込み収納して、吐き出して攻撃したり、かき氷にして皆で食べたりする妖怪。氷そのものを体に収納していることから、アイス・メイデンとはまるで違う能力である。氷が溶けると体中から水が染み出て濡れ女になり、氷を操る。付きまとってくる輪入道が嫌い。
小豆洗い
見た目は小豆洗ってる普通のおっさんだが片腕に筋力を集中させて小豆を散弾銃のように投げつける強者。小豆を洗っているように見えるその素振りは洗っている訳ではなく、小豆が肉を突き破るよう鋭くしている。
海女
筋肉量4,000と、軍団内3番目の筋肉量を持つ主力妖怪。8本脚という土蜘蛛と似ているが、海女の場合筋肉量の桁が違う。全ての脚が必殺の攻撃力を備えている。巨乳の持ち主。
ヌリカベ(改)
世界最強委員会に侵入する際、目立たないで侵入しようと肉体を大幅に改造したヌリカベ。体内に妖怪達を収容できる。全40室。1LDK。
ちなみに委員会で唯一ヌリカベの存在に気が付いたのがH地区の住人だった。(ほぼ)女性の入浴の目隠しをしていた際に覗き見の斥候として投げ込まれたハチを食べた事がある。
九尾
性別はメス(女性？)。筋肉量5,500と、妖怪軍団2番目の筋肉量を持つ妖怪。普段は9つの尾に筋肉を収納し、好きな時に好きな場所に筋肉を移動させて戦う。輪入道と同じく、己を焼いてキツネ火を出すことができる。その熱はヨシノの特殊に加工された腕を溶解させる程。本来デッド・リーと五分の力を持つが、余裕ぶって筋力を殆どを尾に収納していたため、リーの鳩尾蹴りに対処できなかった。
ぬらりひょんのすけの後を継ぎ、現妖皇になる。31．5話（単行本8巻収録）では、アヤシイ発言をしたことも。
ガシャドクロ
見ての通り骨しかない妖怪だが、骨でなくやはり全て筋繊維で出来ている。筋肉量2,500と、主力の強さを持っているが極度の人見知りで臆病な性格。故に皆が戦っている時に、怖いし知らない人が一杯いる等の理由で、途中で帰ってしまった。

### 悪魔
オスカ・L・デューク
超人学園の項を参照。
暴食のレガシィ
魔皇の配下でありオスカの教育係だった悪魔。オスカを「お嬢」と呼ぶ。 オスカとは違い自分の感情や思念を完全にコントロールし、思念魔法を自在に使う。
オスカを迎えに地上にやってきてオスカ、太郎、ハチと交戦。その後魔皇と合流する。ホモセクシャルであり、太郎に目をつけてしまった。
レクサス・L・プリンス
オスカの兄であり魔界の王子様。初めて会ったヒガンとキー・レイがオスカ本人と見間違えるほどにオスカと顔がそっくり。
悪魔の血筋と高潔の精神に誇りを持ち、世界征服という道を外した行為に乗り出した父である魔皇と対立。 アダム達を密かに魔界へ導くも、その咎を受け投獄されてしまうが、アダム達と協力し魔皇を止めることとなる。
アダムの闇の力、イヴの光の力に詳しいらしい。アダムのことが気になっているようで、、オスカと同じように恋熱の思念を発したことも。
ルシフル
≪世界最強の生物≫である魔皇。オスカとレクサスの父親でもある。レクサスによると、子供には何の興味も抱かなかったらしい。
とても世界最強には見えない、定年退職したオッサンにしか見えない容姿と軽いノリが特徴。しかし、その実力は本物で、魔界でも実力者であるレクサスが「私など3秒でつぶされる」と評す、脅威的存在である。魔眼を解放すると豹変し、世界最強らしい威圧感を放つ。
かつて、世界最強委員会初代委員長と「明けの平和条約」を交わし、地上と魔界の不干渉を約束していたが、世界征服を企み自分の脅威になりうるアダムを狙い地上に現れる。幾千年もの時間を生きて多くの同志を失い、その遺志を背負い生きてきた為、「仲間」「家族」といった言葉を軽々しく使うことを嫌う。明皇とは浅からぬ因縁があるらしく「甘ったれ」と吐き捨てているが、ボクノートとの対話では、現在の明皇を気にするそぶりも見せている。
ひょんのすけにベンと呼ばれていたことから、これがファーストネームかと思われる。大きな鼻は古傷であり、学園との戦闘を通じて慈愛を感じ完治する。
謎の女性
アダムが魔界で出会った謎の悪魔。露出度の高めなドレスを着て、パイプを嗜む。
自称「やる気のない悪魔」で、常に魔眼は第一段階のまま。なぜかアダムや体質のことを知っている。

### 一般人
マスター
世界最強委員会の項を参照。
ファミレスの店員
「世界最強委員会」の委員長のお気に入りのファミレスの店員の女の子。委員長が店を買収したため「世界最強委員会」のアジトに通じるエレベーターの番を任されてしまう。急な事態に順応できず、超人学園一行をアジトまで案内してしまった。
カダン。
龍光寺カナコとヒガン・ヴァナンの子ども。
ママ探し機やゴミと文房具で偉い人探し機、お菓子の空箱で人工衛星を作ったりできる天才。
イノ
<<教皇>>。オスカの友達。
教皇なのだが、悪魔信仰している。

## 用語･技
超人学園
アダムが設立した、人の世から外れた人外、化け物、超人のための学校。
とある町の山奥の廃校舎を利用している。現在の生徒は、オスカ、ハチ、太郎、サエ、ゼファー、ヨシノ、レクサス。
教育方針は「超ゆとり教育」。
設立当初は電気、ガス、水道、食料など、問題が山積みであったが、生徒達の尽力と最強委員会からの援助によって当面の生活には支障はない。
アダムの超･主人公体質で掘り当てた温泉を、太郎が整備した「超人温泉」がある。
魔皇ルシフルとの戦闘の時に落ちてきた隕石が有り、これをネタに観光地にしようと国に立ち退きを迫られるが、明皇の力により立ち退きをまぬがれてる。
太郎が野菜を作っている「山田エキセントリックグレネード畑」もあったが、これは2度に渡って破壊されている。
来る者拒まずのアダムの性格のため、例えかつての敵であっても生徒として大歓迎するというスタンスを取っている。
世界最強委員会
人以上の力を持つ人外や化け物を闇で狩る世界最強最悪の秘密結社。
アダムの主人公体質と超人学園を危険視し、対立する。
アダムに暗黙の指名手配をかけ、暗殺のため太郎を派遣するなど、世界の人外を苦しめている諸悪の根源である。
あらゆるジャンルを掌握し、どんな敵に対しても「天敵」を用意しチームを編成できる、超総合格闘技集団。
所属する超人のそれぞれのジャンルごとにランクを設けて、その1位から10位までをアジトの上位マントルに住まわせ、それ以下のランカーを下位マントルの超強化訓練所で強制的に訓練するというルールを敷いている。
このルールによって、下位は上位に上がろうと強くなり、上位は下位に落ちないよう強くなるという、牢獄のような秩序を築いている。
その結果、委員達は心を失くして、ルールにのみ忠実な人形と化している。
ひょんのすけ達の襲撃後は、訓練所の一時閉鎖・ランキングの査定方法の見直しなど秩序の改正が行われている模様。
超･主人公体質
アダムが持つ、古今東西ジャンルを超えて、珍種、珍事を引き寄せる体質。
人間以上の化け物や超人、世界を揺るがす大事件まで引き寄せてしまうため、世界最強委員会に危険視されている。
Adam
アダムが瀕死の状態もしくは激昂した状態になると現れる「闇」。ひょんのすけ曰く「超･主人公体質の根幹ともいえる存在であり、全てを飲み込む者」。
あらゆる攻撃を吸収し、絶対的な攻撃力を誇る。夜が深くなるほどに強くなり、午前0時に完全体となる。
弱点は白いもの（無効化できない）と朝日。
超･不幸体質
サエが持つ惨事を引き寄せる体質。この体質のせいで、サエは孤独な旅を続けることとなる。
超・高悪圧思念魔人類
通称≪悪魔≫。
人間をはるかに超える身体能力や寿命を持ち、思念や感情を物理的なエネルギーに変換することができる。
かつては、地上にいたが悪魔の先祖が新人類からの襲撃を察知して現在地下に潜っている。
しかし、現在の悪魔はそのことを知らず、地上を征服しようとしていた。
今までに、炎（恋熱）、電撃（怒り）、光、氷（悲しみ）、硬化（緊迫）、瞬間移動（焦燥）、回復（慈愛）が登場。
混沌
7つ以上の思念が生まれた時、第四の魔眼と共に生まれる思念。
過去に発動させた悪魔はオスカの母親以外に存在しなかったが、
ルシフルとの戦いにおいて、オスカもこの思念を発動させた。
思念魔砲
悪魔が使う技。思念を変換した物理的なエネルギーを口から大砲の如く発射する。
今までに、炎（恋熱）、電撃（怒り）、光が登場。
憎愛アンビバレット
炎(恋熱)+電撃(怒り)の思念魔砲を発射して魔砲を蹴り上げる攻撃。
ルシフルの技
強力な技には名前に魔王や魔神の名が入っている。※魔王・魔神名(象徴する大罪)で記載
魔叩き(まばたき)
瞬きによって相手を押え付ける攻撃。
リヴァイアサン(嫉妬)
錐揉み回転をしながらの強力な飛び蹴り。
マモン(強欲)
両手首を合わせての掌底打ち。内部破裂を起こす。
シャイターン(憤怒)
激怒の波動。電撃(怒り)攻撃。
ベルフェゴール(怠惰)
悲しみを超えた怠惰。氷(悲しみ)攻撃。
ルシフル(傲慢)
頭から羽を生やして飛行する。
ベルゼブブ(大食)
　シャイターンと別の遠距離攻撃

超調教済み動物部隊
警察本部が秘密裏に組織する超・動物部隊。
身体・言語・特異等、あらゆる能力値の向上を図る「超調教」を動物に施す。
その裏では世界最強委員会が暗躍している。
今までにイチ(猫),2番(ワニ),4番(ウサギ),6番(河童),ハチ(犬),11番(ゴリラ)が登場している。
陸芸(ろくげい)
超調教済み動物部隊が使う技の総称。
6段階探知能力
ハチの使う陸芸。超調教された感覚器を順番に解放していく。
壱芸「探知」(超嗅覚)
弐芸「見知」(超視覚)
参芸「承知」(超聴覚)
肆芸「熟知」
居合
イチの使う陸芸。
射無猫(しゃむねこ)
その剣速により、鞘の中に取りこんだ空気を刃として弾き出す。
射二無二(しゃにむに)
高く跳び上がり上空から空気の刃を大量に降らせる。射無猫・弐の型。
二丁刀剣銃
太郎の使う、二丁拳銃と二刀流を合わせた技。剣は逆手に持つ。撃った弾丸を剣で押しだして斬りつける技が基本。
二丁刀・二四六九士（にちょうとう・にしむくさむらい）
如月、卯月、水無月、玄月、神楽月を続けて出す剣技二四六九士を二丁刀剣銃でアレンジした技。花子も剣のみのものを使用した。
皐月五月雨 皐月晴レット（さつきサミダレ サツキバレット）
縦横無尽に乱れ撃ちした弾丸を、剣で一気に叩き込む技。
磔刑 神･クロスカウンター(たっけい しん－)
ボクノートや明皇が使う対悪魔の技。≪悪魔≫の全攻撃に対して一度にカウンターを放つ。
磔刑デカログスカウンター(たっけい－)
磔刑 神･クロスカウンターの強力版。
強力な一撃に対して一撃に集約したカウンターを放つ。
Z･W（ジゴワット）
サイボーグが使う電撃。指先から発射する。M(メガ)、G(ギガ)と名前の前に付く単位によって威力が上がる。
フェイタルフェニックス
金色のゼファーが使う技。爆発する剣で相手を斬りつつ爆破する。
超・高怪力圧筋繊維生物
通称≪妖怪≫。
数は少ないが、『幽霊』『悪魔』と共に人間を凌駕する力を持つといわれる。
体の殆どが筋肉で出来ており、筋肉を自由自在に操ることが出来るため、姿を自由に変えられる。
またバラバラに切り刻まれても核さえ残っていれば生き延びられる。
虚空波
ぬらりひょんのすけの技
驚異的な肺活量で深呼吸し、一帯に無酸素状態を作り息を一気に放たれる。
威力は空をブツケられるに等しい。
名前の由来は深呼吸の際虚空すら飲み込む如き様からである。
超ヒロイン体質
世界最強委員会委員長（イヴ）が持つ、性別や種族に関係なく強制的に魅了し従わせる体質。この体質でイヴは今の地位を手に入れた。
天賦テンプテーション
異性・同性問わず強制的に引き寄せる技。兄弟のアダムと元々光を持っていたアルファの子どものオスカとレクサスには、効力がない。
天父テンプテーション
明皇が使う。天賦テンプテーションと同じ技だが、強制的で広範囲。
魔界
オスカの生まれ故郷で、≪悪魔≫のすみか。
世界最強委員会の地下にある。
ここに住む悪魔たちは皆、高潔と紳士の精神を尊び、魔皇の統治のもと、地上とは不干渉を貫いていた。
が、現在は魔皇の世界征服の目論見のために暗躍している。
魔皇城
始まりの木の中にある悪魔たちの居城。
ケセランパサラン
魔皇城で出されるご馳走の一つ。
フワフワで目がある。
胸に入れるとアホな悪魔ぐらいなら誘惑できる。
始まりの木
世界最強委員会の地下にあり、そのさらに地下にある魔界に根ざす大木。
その呼び名は伝説によって様々であり、「始まりの木」という呼び名は、委員会内でのもの。
かつて明皇が発見するまでは、多数のオーパーツによって守られていた。
魔界では神木として扱われていて、死者の魂を吸収して成長する。
新人類
始まりの木の実から生まれる新しい人類。
現人類を滅ぼし成り代わろうとしている。
人間、世界最強委員会の委員の手によって
収穫されて生まれたが、世界最強委員会と超人学園に全て集められて育てられている。
二酸化炭素を吸って酸素を吐き出す。
現人類との共存を選んだ模様。

混沌
思念体。
新人類の司令塔の模様。
不動明皇を地上に生み出した。
アダムが生き返る時に地上に連れて行かれて生まれたての新人類の体に入れられる。

## 備考
- 『週刊少年マガジン』2010年20号に出張読み切りとして「"とくべつ編" 第0話 オスカ」が掲載された[2]。この第0話は単行本3巻に収録されている。
- 妖怪の筋肉量は、人一人の筋肉量を100として記述。

1. ↑  この時の爆発は「レガシィ」がいい男に興奮して出した思念魔砲だった。

## 単行本
1. 2010年03月17日初版発行、ISBN 978-4-06-384275-3
2. 2010年09月17日初版発行、ISBN 978-4-06-384352-1
3. 2010年12月09日初版発行、ISBN 978-4-06-384409-2
4. 2011年03月09日初版発行、ISBN 978-4-06-384452-8
5. 2011年06月09日初版発行、ISBN 978-4-06-384498-6
6. 2011年09月09日初版発行、ISBN 978-4-06-384546-4
7. 2012年01月06日初版発行、ISBN 978-4-06-384610-2
8. 2012年05月09日初版発行、ISBN 978-4-06-384665-2
9. 2012年09月07日初版発行、ISBN 978-4-06-384734-5